# Regra dos trapézios (equações diferenciais)
Em análise numérica e computação científica, a regra dos trapézios é um método numérico para resolver uma Equação diferencial ordinária derivado da Regra dos trapézios para integrais computacionais. É um método implícito de segunda ordem como o Método de Runge-Kutta linear e iterativo.

## Método
Supondo que se deseja resolver a seguinte equação diferencial 
{\displaystyle y'=f(t,y).}
A regra dos trapézios é dada pela fórmula
{\displaystyle y_{n+1}=y_{n}+{\tfrac {1}{2}}h{\Big (}f(t_{n},y_{n})+f(t_{n+1},y_{n+1}){\Big )},}
na qual {\displaystyle h=t_{n+1}-t_{n}} é o tamanho do intervalo.
Este é um método implícito, onde o valor {\displaystyle y_{n+1}} aparece nos dois lados da equação e para calculá-lo  deve-se resolver a equação que geralmente é não-linear. Um possível método para resolver esta equação é o Método de Newton,podendo-se usar o Método de Euler para obter uma estimativa bastante boa para a solução e que poderá ser usada como chute inicial no método de Newton.

## Motivação
Integrando a equação diferencial entre {\displaystyle t_{n}} e {\displaystyle t_{n+1}}, encontra-se
{\displaystyle y(t_{n+1})-y(t_{n})=\int _{t_{n}}^{t_{n+1}}f(t,y(t))\,\mathrm {d} t.}
A regra dos trapézios para integração diz que a integral do lado direito da equação pode ser aproximada por
{\displaystyle \int _{t_{n}}^{t_{n+1}}f(t,y(t))\,\mathrm {d} t\approx {\tfrac {1}{2}}h{\Big (}f(t_{n},y(t_{n}))+f(t_{n+1},y(t_{n+1})){\Big )}.}
Combinando as duas fórmulas e definindo {\displaystyle y_{n}\approx y(t_{n})} e {\displaystyle y_{n+1}\approx y(t_{n+1})}, obtém-se a regra dos trapézios para equações diferenciais ordinárias.

## Análise de erro
Tem-se, da análise de erro da regra dos trapézios para quadratura, que o Erro de truncamento local {\displaystyle \tau _{n}} da regra dos trapézios para equações diferenciais pode ser delimitado por
{\displaystyle |\tau _{n}|\leq {\tfrac {1}{12}}h^{3}\max _{t}|y''(t)|.}
Assim, a regra dos trapézios é um método de segunda-ordem. Isto pode ser usado para provar que o erro global é {\displaystyle O(h^{2})} assim que o espaço entre pontos adjacentes {\displaystyle h} tende a zero (veja seu significado em Grande-O)

## Estabilidade
A região de estabilidade absoluta para este método é 
{\displaystyle \{z\in \mathbb {C} \mid \operatorname {Re} (z)<0\}.}
Isto inclui a metade esquerda do plano, então ele é A-estável. Que mostra que a solução numérica tende zero se e somente se a solução exata o fizer. 